# Passion (película de 2012)
Passion es una película dramática y erótica, coescrita y dirigida por Brian De Palma, protagonizada por Rachel McAdams y Noomi Rapace. Es el remake en idioma inglés de la película de Alain Corneau Love Crime estrenada en 2010, pero con el final altamente alterado. La película es una coproducción internacional entre Francia, Alemania, España y Reino Unido.
La película fue seleccionada para competir por el León de Oro en la edición 69 del Festival Internacional de Cine de Venecia.

## Trama
Christine, una ejecutiva de publicidad, trata de imponer poder profesional y romántico sobre su subordinada Isabelle, como venganza por su romance con el amante de Cristine, Dirk. Christine hace todo lo que está en sus manos para arruinar la reputación y las relaciones de Isabelle, e intenta despedir a su secretaria. Debido a estos tres sucesos, Isabelle aparentemente se vuelve emocionalmente inestable y desarrolla una adicción a medicamentos recetados. 
Después de que Christine sea encontrada muerta, Isabelle es arrestada y confiesa el asesinato mientras está en un trance inducido por los fármacos. Desesperada por probar su inocencia, Isabelle da a la policía una coartada de la noche en que se produjo el asesinato. Dirk, que ha estado borracho después de ser rechazado por Christine, es arrestado, tras encontrarse una bufanda con la sangre de Christine. Isabelle es liberada y Dirk es acusado del asesinato a pesar de sus alegaciones.
En el clímax, es revelado que Isabelle era la verdadera asesina de Christine, y se prepara para convencer a todos que estaba teniendo un ataque de nervios, mientras culpa a Dirk del delito. Dani, secretamente enamorada de Isabelle, revela que ella había grabado a Isabelle en vídeo con su móvil en varios momentos durante la noche del asesinato. Entonces Dani intenta chantajear a Isabelle para convertirse en su amante. Esa noche, Isabelle tiene un extraño sueño donde ella estrangula a Dani después de ser seducida por ella, pero no antes de que Dani envíe el vídeo incriminatorio de Isabelle para la investigación policial. De repente, la hermana gemela de Christine aparece y estrangula a Isabelle por la espalda con un pañuelo manchado de sangre. Al momento, Isabelle despierta de la pesadilla en su habitación, para descubrir otra con Dani muerta en el suelo al lado de la cama. 

## Elenco
- Rachel McAdams como Christine Stanford.
- Noomi Rapace como Isabelle James.
- Karoline Herfurth como Dani.
- Paul Anderson como Dirk Harriman.
- Rainer Bock como Inspector Bach.
- Benjamin Sadler como Fiscal.

## Estreno
Passion fue presentada en la convocatoria de la edición 69 del Festival Internacional de Cine de Venecia en septiembre de 2012. Metrodome, la distribuidora de la película en Reino Unido, envió la película directamente a DVD y vídeo en demanda, declarando que: "Brian de Palma tiene una base de fanáticos integrados, pero un género como este puede ser difícilmente estrenado teatralmente. Es un mercado teatral turbulento y nos pareció que era la mejor manera de lanzar la película a las audiencias del Reino Unido".